# Tomasz Gregorkiewicz
Tomasz Gregorkiewicz (ur. 1950 lub 1951, zm. 7 lipca 2019 w Seulu) – polski fizyk, profesor nauk fizycznych.

## Życiorys
W 1973 ukończył studia fizyczne na Uniwersytecie Warszawskim. W 1980 nadano mu stopień doktora, a w 1989 uzyskał stopień naukowy doktora habilitowanego. 14 czerwca 2005 nadano mu tytuł profesora nauk fizycznych.
Pracował w Instytucie Fizyki Polskiej Akademii Nauk oraz na Uniwersytecie Amsterdamskim.
Zmarł 7 lipca 2019, pochowany w Amsterdamie.

## Publikacje
- 2003: Microscopic Structure of Er-Related Optically Active Centers in Crystalline Silicon[2]
- 2006: Erbium doped silicon single- and multilayer structures for light-emitting device and laser applications[2]
- 2007: Two-colour spectroscopy of ZnSe:Cr[2]